# Grävetjärnbacken
Grävetjärnbacken är ett naturreservat i Bjurholms kommun i Västerbottens län.
Området är naturskyddat sedan 2013 och är 10 hektar stort. Reservatet omfattar en ravin kring Kallbäcken. Reservatet består mest av granskog men också gamla tallar med spår av skogsbränder. Långt upp i ravinen finns gamla grova aspar.